# Guantánamói-öböl

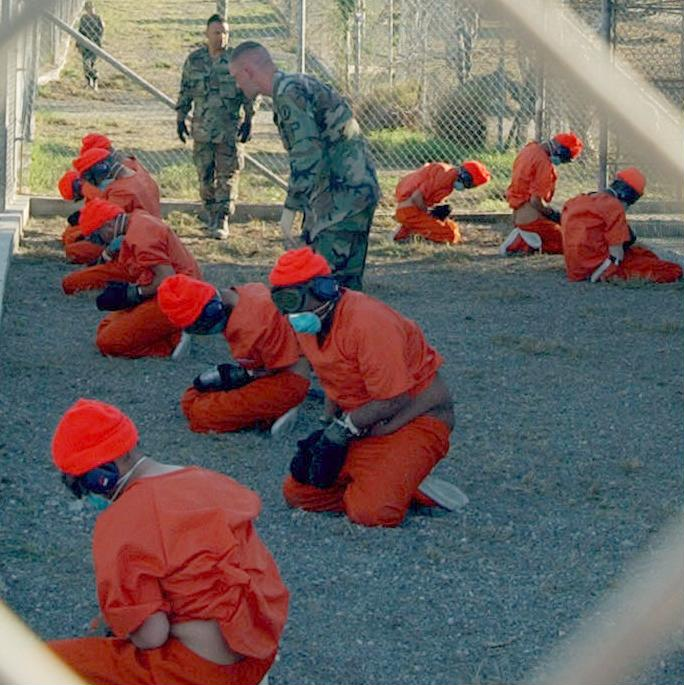
Őrizetbe vett személyek (2002 január)

A Guantánamói-öböl (spanyolul Bahía de Guantánamo) Kuba szigetének délkeleti végén, Guantánamo tartományban található, nagy hajók, tengeralattjárók befogadására is alkalmas természetes kikötőhely. 20 kilométer mélyen nyúlik be a szárazföldbe és 8 kilométer széles. Meredek dombok, hegyek szigetelik el a kubai szárazföld belső részétől. Nevét a közeli Guantánamo városról kapta.

## Az amerikai támaszpont története
Az USA 1903. február 23-án szerezte meg az öböl déli, mintegy 115 km² nagyságú területének örökös bérleti jogát koncessziós területként a Kuba első köztársasági elnöke, Tomás Estrada Palma és Theodore Roosevelt amerikai elnök között aláírt szerződés alapján. Kuba ekkoriban szabadult fel a spanyol–amerikai háború révén a spanyol gyarmati uralom alól, de nem szerzett teljes függetlenséget, hanem amerikai katonai, gazdasági és politikai befolyás alá, félgyarmati státusba került. Az Egyesült Államok az öbölben és környékén fontos katonai támaszpontot épített ki.
Az Egyesült Államok teljes ellenőrzést gyakorol a terület felett, de formailag elismeri Kuba végső szuverenitását, nem tartja az Egyesült Államok területének. Ez a jogi felfogás tette lehetővé olyan fogolytábor létrehozását a támaszpont területén a 2001. szeptember 11-ei terrortámadások után, ahol nem érvényesek az amerikai törvények, így a kínzás tilalma sem. Továbbá emiatt a támaszpontra menekülő kubaiakat (ellentétben az USA területére menekülő kubaiakkal) minden esetben visszaadják a kubai hatóságoknak, mivel az álláspont szerint a menekülők a támaszpontra való behatolással valójában nem hagyták el Kuba területét, így nem minősíthetők menekülteknek.
Kuba az 1959-es forradalom óta nem ismeri el az Egyesült Államok jogát a területre és nem hajlandó felvenni a formális bérleti díjat, az évi 4085 amerikai dollárt, arra hivatkozva hogy a szerződés erőszakon alapult. A szerződés azonban nem teszi lehetővé az egyoldalú felmondást. Miután az amerikai kormány nem hagyta el a területet, Kuba megszakította a támaszpont áram- és vízellátását. Az amerikai hadsereg saját erőművet épített, az ivóvizet pedig Jamaicából kezdte importálni, majd pedig a tengervizet ivóvízzé alakító berendezéseket hozott létre.
Eredetileg a támaszponton dolgozó civil személyzet kubaiakból állt, Fidel Castro azonban megtiltotta kubaiak munkavállalását a területen.

### A fogolytábor
A Bush-adminisztráció által a támaszponton létrehozott fogolytáborban főleg szaúd-arábiai, jemeni, pakisztáni, afganisztáni és szíriai állampolgárokat tartottak fogva, vádemelés nélkül, akiknek többségét az Al-Káida terrorhálózathoz való kapcsolattal, illetve az afgán talibán rendszer működtetésével gyanúsítottak. Ezt az a különleges helyzet tette lehetővé, hogy mivel azt az USA kubai területnek tekinti, Guantánamón nem érvényesek az amerikai törvények, sőt még az Az Amerikai Egyesült Államok alkotmánya is csak közvetetten, a katonai szabályzatokon keresztül. A világsajtó kínzásokról és folyamatos megaláztatásokról közölt beszámolókat a kevés kiszabadult rab (akik szinte kizárólag valamely európai ország, esetleg Kanada polgárai) elbeszéléséből. 
Barack Obama amerikai elnök első hivatali napján elrendelte a guantánamói fogolytáborban tartottak eljárásainak felfüggesztését 120 napra. 2009. január 22-én elrendelte a börtön felszámolását is, ám 2011 márciusában mégis meghosszabbította a tábor működését. 2011 áprilisában a WikiLeaks számos amerikai dokumentumot jelentetett meg a táborban zajló kínzásokról. Az iratokból az derült ki, hogy a hírhedt börtön legfontosabb célja nem a veszélyes bűnözők bezárása, hanem az információszerzés.
Donald Trump választási fenyegetését betartva 2018-ban elrendelte a guantánamói fogolytábor működésének meghosszabbítását. Jim Mattis védelmi minisztert arra utasította, hogy vizsgálja felül az Egyesült Államok katonai fogolytáborokra vonatkozó intézkedéseit. Az elnöki rendelettel az amerikai hadsereg felhatalmazást kapott arra, hogy újabb foglyokat helyezzenek el a táborban, így az Iszlám Állam elfogott katonái is a Kuba déli részén berendezett amerikai fogolytáborba kerülhetnek.